# لیلیان مونته‌وکی
لیلیان دینا مونته‌وکی (ایتالیایی: Liliane Dina Montevecchi؛ ‏ ۱۳ اکتبر ۱۹۳۲ – ۲۹ ژوئن ۲۰۱۸) بازیگر، رقصنده و خواننده ایتالیایی-فرانسوی بود.
از فیلم‌ها یا برنامه‌های تلویزیونی که وی در آنها نقش داشته‌است می‌توان به وال استریت، چگونه مردی را در ۱۰ روز از دست بدهیم، و شیرهای جوان اشاره کرد.